# 록샌 도슨
록샌 도슨(Roxann Dawson, 1958년 9월 22일 ~ )은 미국의 배우이다.

## 출연 작품
- 기적의 소년 (2019)
- 보슈 시즌1 (2014)
- 멘탈리스트 3 (2010)
- 멘탈리스트 1 (2008)
- 히어로즈 (2006)
- 클로저 (2005)
- 메디컬 인베스티게이션 (2004)
- 커플링 (2003)
- 콜드 케이스 시즌1 (2003)
- 크로싱 조단 시즌1 (2001)
- 스타 트렉: 엔터프라이즈 (2001)
- 잃어버린 세계 (1998)
- 다크맨 3 (1996)
- 스타 트렉 - 보이저: 케어테이커 (1995)
- 스타 트렉 - 보이저 TV 시리즈 (1995)
- 포인트맨 (1994)
- 그레이하운드 (1994)
- 죽음의 죄 (1992)
- N.Y.P.D. 마운티드 (1991)
- 비공개 (1991)
- 코러스 라인 (1985)